# JessLokaal
JessLokaal is een lokale politieke partij in de Nederlandse gemeente Schagen. Ze werd in 2011 opgericht door een fusie van drie lokale politieke partijen te weten: BKV, AB'89 en HiB. De BKV was een lokale partij uit de gemeente Zijpe, AB'89 en HiB kwamen uit Harenkarspel.

## Geschiedenis

### Ontstaan
Nadat de gemeenteraden van Harenkarspel, Schagen en Zijpe hadden besloten om tot de nieuwe fusiegemeente Schagen te komen, heeft Hans Kröger van de BKV het voortouw genomen om tot een brede lokale partij te komen. BKV, AB'89 en HiB werden Jong en Sterker Schagen (JESS). Jong staat voor een jonge gemeente. Sterker staat voor een brede lokale partij. In 2015 is besloten de ondertitel weg te halen, omdat Jong met een jongerenpartij werd geassocieerd. Vanaf toen was de naam enkel: JESS. In 2020 is daar het woord Lokaal aan toegevoegd om de identiteit te benadrukken. Sindsdien heet de partij JessLokaal. 

## Verkiezingen gemeenteraad Schagen
| Verkiezingsjaar | Lijsttrekker | Aantal stemmen | % van de stemmers | Aantal behaalde zetels |
| --------------- | ------------ | -------------- | ----------------- | ---------------------- |
| 2012            | Hans Kröger  | 1.635          | 9,74%             | 3 / 29                 |
| 2018            | Hans Kröger  | 2.290          | 11,12%            | 3 / 29                 |
| 2022            | Lars Dignum  | 3.790          | 18,85%            | 6 / 29                 |

### Verkiezingen 2012
Bij de eerste verkiezingen van de nieuwe gemeente Schagen werden er drie zetels behaald. Hans Kröger werd fractievoorzitter, geflankeerd door Harry de Ruiter en Petra Taams. In 2016 trok Petra Taams zich om persoonlijke redenen terug waarna Martijn Puttenaar haar opvolgde. Men zat in de oppositie. 

### Verkiezingen 2018
Bij de verkiezingen van 2018 behaalde de partij wederom drie zetels. Hans Kröger werd weer fractievoorzitter, geflankeerd door Lars Dignum en Simco Kruijer. Er werd deelgenomen aan de coalitie, samen met CDA en PVDA. Joke Kruit werd wethouder voor Sport, Cultuur, Participatie en Financiën.

### Verkiezingen 2022
Hans Kröger heeft aangegeven een stap terug te doen. Lars Dignum neemt het lijsttrekkerschap van hem over. Tijdens de gemeenteraadsverkiezingen van 2022 haalde JessLokaal 6 zetels, een verdubbeling ten opzichte van de voorgaande verkiezingen.

## Politieke bezetting door de jaren heen

### Fractie 2013–2018 (3 zetels / oppositie)
- Hans Kröger (Fractievoorzitter)
- Harry de Ruiter
- Petra Taams (2013 - 2016)
- Martijn Puttenaar (2016 - 2018)

### Fractie 2018–2022 (3 zetels / coalitie)
- Hans Kröger (Fractievoorzitter)
- Lars Dignum
- Simco Kruijer

#### Wethouder
- Joke Kruit (Sport, Kunst & Cultuur en Financiën)

### Fractie 2022–2026 (6 zetels)
- Lars Dignum (Fractievoorzitter)
- Maaike Tesselaar
- Marijn Streefkerk
- Jack Kruijer
- Ron Zut
- Hans Kröger*

#### Wethouder
- Simco Kruijer (Wonen en Economie)*

*Simco Kruijer was raadslid totdat hij 14 juni 2022 is geïnstalleerd als wethouder. Oud-fractievoorzitter Hans Kröger is sinds die dag weer raadslid.